# Seiko Matsuda Concert Tour 2017「Daisy」
『Seiko Matsuda Concert Tour 2017「Daisy」』（セイコ・マツダ・コンサート・ツアー・2017・デイジー）は、松田聖子のライブ・ビデオ。2017年11月15日発売。発売元はEMI Records。

## 解説
同年6月～8月に行われたコンサート・ツアーからツアー初日さいたまスーパーアリーナ公演の模様を収録したDVD及びBlu-ray Disc。
同年発売アルバム『Daisy』からの楽曲を中心に披露した。
DVDは初回限定盤と通常盤の2形態で発売。Blu-ray Discも初回限定盤と通常盤の2形態で発売。

## 収録曲
1. 春の風誘われて 〜Spring has come again
2. 友達で恋人がIt’s a wonderful♡〜Shake it!! Baby〜
3. あなたpropose tonight☆
4. 私・・恋してる
5. 今を愛したい
6. あなたへの愛
7. 薔薇のように咲いて 桜のように散って
8. あなたに逢いたくて〜Missing You〜
9. セイシェルの夕陽
赤いスイートピーまでアコースティックコーナー
10. 時間旅行
11. モッキンバード
ライブ初演奏
12. Sleeping Beauty
13. ひまわりの丘
14. SWEET MEMORIES
15. 秘密の花園
16. 赤いスイートピー
17. 時間の国のアリス
18. 青い珊瑚礁
夏の扉までメドレー
19. 風は秋色
20. 天国のキッス
21. 渚のバルコニー
22. Rock'n Rouge
23. チェリーブラッサム
24. 夏の扉
25. SQUALL（ENCORE）
26. 20th Party（ENCORE）
27. 「ありがとう」（ENDING）
28. いくつの夜明けを数えたら（ENDING）